# 미르체아 디아코누
미르체아 디아코누(루마니아어: Mircea Diaconu, 루마니아어 발음: [ˈmirtʃe̯a diˈakonu], 1949년 12월 24일~2024년 12월 14일)는 루마니아의 정치인, 배우, 소설가다.

## 출연 작품

### 영화
- 이동영화관(2009년)
- 내가 세상의 마지막을 보낸 방법(2006년)
- 중독된 사랑(2006년)
- 자선사업(2002년)
- 아스팔트 탱고(1996년)
- 요정이 되고 싶은 소녀(1990년)